# Genesis-Preis
Der Genesis-Preis (hebräisch פרס בראשית) wurde 2012 vom Büro des israelischen Ministerpräsidenten, der Genesis Philanthropy Group und der Jewish Agency for Israel begründet und erstmals 2014 verliehen.

## Der Preis
Der auch als jüdischer Nobelpreis bezeichnete Preis wird an Juden vergeben, die durch Leistungen in den Bereichen Wissenschaft und Kunst internationale Anerkennung erreicht haben, dadurch andere Menschen inspirieren und sich für das jüdische Volk oder den Staat Israel engagieren. Ziel sei es, die Beiträge von Juden zur Weltgeschichte hervorzuheben und die jüngere jüdische Generation dazu zu bringen, sich stärker mit dem Staat Israel und dem Judentum zu identifizieren.
Der Preis wurde von der russisch-jüdischen Stiftung Genesis Philanthropy Group dotiert und wird vom israelischen Premierminister verliehen.
Die Genesis Philanthropy Group investierte 100 Millionen Dollar in den Preisfonds. Sie wurde 2007 von den fünf jüdisch-russischen Geschäftsleuten Michail Maratowitsch Fridman, Pjotr Olegowitsch Awen, German Borissowitsch Chan, Alexander Knaster und Stan Polovets gegründet.
Das Preiskomitee besteht aus dem Vorsitzenden der Jewish Agency, einem Vertreter aus dem Büro des israelischen Premierministers und der Genesis Philanthropy Group sowie pensionierten Richtern und Persönlichkeiten aus der jüdischen Diaspora. Der Preis ist mit 1 Million US-Dollar dotiert.

## Auswahlverfahren
Die Kandidaten werden von den Leitern führender jüdischer Institutionen und Organisationen in allen wichtigen jüdischen Gemeinden der Welt sowie von führenden Universitäten ausgewählt. Die Auswahlkommission filtert die Liste und wählt fünf Kandidaten aus. Der Gewinner wird aus dieser Liste vom Preiskomitee ausgewählt.
Vorsitzender der Auswahlkommission ist der amtierende Vorsitzende der Jewish Agency. Neben Jitzchak Herzog besteht die Auswahlkommission zurzeit aus Eli Gruner, ehemaliger Mitarbeiter im Amt des Premierministers; Fiamma Nirenstein, italienischer Abgeordneter von 2008–2013; Shlomit Barnea Fargo, Rechtsberaterin des israelischen Premierministers; ein Vertreter der Genesis Foundation; Jack Rosen, Präsident des American Jewish Congress; Andres Spokoyne, Präsident des Jewish Funders Network und David Hatz, Direktor der spanischen EXCEM-Gruppe.
Der Vorsitzende des Preiskomitees ist der amtierende Sprecher der Knesset. Neben Yuli Edelstein besteht das Preiskomitee aus Meir Schamgar, ehemaliger Präsident des Obersten Gerichtshofs; Tova Strasberg-Cohen, ehemalige Richterin des Obersten Gerichtshofs; Lawrence Summer, Professor der Wirtschaftswissenschaften und Direktor des National Economic Council und Jill Smith Präsidentin der Jüdischen Stiftung für Frauenbildung.
Ergänzt werden Auswahlkommission und Preiskomitee noch durch einen Verwaltungsrat und einen Beirat.

## Preisträger
| Jahr | Preisträger                                                           | Preisträger                                                | Land                        | Begründung |  |
| ---- | --------------------------------------------------------------------- | ---------------------------------------------------------- | --------------------------- | --- |  |
| 2014 |                                                                       | Michael Bloomberg                                          | Vereinigte Staaten          | Für seine sehr erfolgreiche Arbeit im öffentlichen Dienst und seiner bemerkenswerten philanthropischen Aktivitäten. |  |
| 2015 |                                                                       | Michael Douglas                                            | Vereinigte Staaten          | Für seine Arbeit als Schauspieler und Produzent; seine leidenschaftliche Fürsprache als Friedensbotschafter der Vereinten Nationen, die sich auf Menschenrechte, Waffengewaltprävention und nukleare Anti-Proliferationsarbeit konzentriert und seiner Leidenschaft für seine jüdische Abstammung.                                                            |  |
| 2016 |                                                                       | Itzhak Perlman                                             | Israel / Vereinigte Staaten | Für seinen beispiellosen beruflichen Erfolg und weil er durch seine Musik Millionen Menschen auf der ganzen Welt Freude bereitet hat. Als 16-facher Grammy-Preisträger war er eine unglaubliche Inspirationsquelle für Menschen mit besonderen Bedürfnissen, die große persönliche Herausforderungen meistern.                                                |  |
| 2017 |                                                                       | Anish Kapoor                                               | Vereinigtes Königreich      | Für die tiefgreifenden Auswirkungen seiner Arbeit, die eine lange Geschichte des jüdischen Beitrags zur Kunst fortführt und für seinen sozialen Aktivismus der das Engagement des jüdischen Volkes für humanitäre Zwecke bekräftigt. In einer von Zynismus und Gleichgültigkeit geprägt Zeit, setzt er sich fortwährend für die Benachteiligten der Welt ein. |  |
| 2018 |                                                                       | Natalie Portman                                            | Israel / Vereinigte Staaten | In Anerkennung für ihr Engagement für soziale Anliegen und tiefe Verbundenheit mit ihren jüdischen und israelischen Wurzeln. |  |
| 2019 |                                                                       | Robert K. Kraft                                            | Vereinigte Staaten          | Für sein Engagement für Israel, soziale Gerechtigkeit und Gleichberechtigung. |  |
| 2020 |                                                                       | Natan Scharanski                                           | Israel                      | Er sei ein Symbol für die jüdische Freiheit und habe maßgeblich an der Stärkung des jüdischen Staates und der jüdischen Identität mitgewirkt. |  |
| 2021 |                                                                       | Steven Spielberg                                           | Vereinigte Staaten          | … „würdigt das Engagement des Ausnahme-Regisseurs für jüdische Werte, seine außerordentlichen Beiträge zum Kino und zur Philanthropie sowie seinen Einsatz für das Gedenken an den Holocaust und das Verhindern künftiger Völkermorde“ |  |
| 2022 |                                                                       | Albert Bourla                                              | Griechenland                | Für Bourlas Arbeit beim Pharma-Unternehmen Pfizer, das gemeinsam mit dem deutschen Unternehmen BioNTech einen der ersten Impfstoffe gegen COVID-19 entwickelt hat. |  |
| 2023 | Jüdische Aktivisten und NGOs zur Unterstützung der Ukraine            | Jüdische Aktivisten und NGOs zur Unterstützung der Ukraine |                             | |  |
| 2024 | Barbra_Streisand_with_Francis_Collins_and_Anthony_Fauci_(27806589237) | Barbra Streisand                                           | Vereinigte Staaten          | |  |

## Preisverleihungen
Am 21. Oktober 2013 wurde der erste Preisträger, New Yorks Bürgermeister Michael Bloomberg, bekannt gegeben. Der Sprecher der Knesset Yuli Edelstein, Vorsitzender des Preiskomitees, sagte zu Bloombergs Wahl, sie sei ein Indiz für seine herausragenden Leistungen im öffentlichen Dienst und seine Arbeit als einer der größten Philanthropen der Welt. Ein weiterer Grund, sich für Bloomberg zu entscheiden, ist seine ausgesprochene Unterstützung Israels und die Tatsache, dass er großen Stolz auf seine jüdische Identität gezeigt hat. Die Preisverleihung fand am 22. Mai 2014 im Stadttheater von Jerusalem statt und wurde von Jay Leno und Ayelet Zurer moderiert. Michael Bloomberg spendete das Preisgeld für die Genesis Challenge – einen einzigartigen globalen Wettbewerb, bei dem 10 junge Unternehmensgruppen ein Startbudget für Projekte erhalten, die nach innovativen Lösungen für große globale und lokale Probleme suchen.
Am 14. Januar 2015 gab die Genesis Foundation bekannt, dass der zweite Preisträger der Filmschauspieler mit jüdischer Herkunft Michael Douglas ist. Douglas antwortete auf die Auszeichnung mit den Worten: Ich teile diesen Respekt mit meiner Familie, die mich ermutigte, die Tiefen des jüdischen Glaubens zu erforschen. Ich hoffe, dass diese Erkenntnisse und Werte Teil des Erbes in der Welt sind, die ich meinen Kindern überlasse. Er kündigte an, mit dem Preisgeld das Bewusstsein für die Bedeutung von Offenheit und Vielfalt in der jüdischen Welt zu fördern. Die Preisverleihung fand am 18. Juni 2015 statt und wurde wieder von Jay Leno moderiert.
Am 14. Dezember 2015 wurde bekannt gegeben, dass der nächste Preisträger der jüdische Geiger Itzhak Perlman ist, der alle Eigenschaften des idealen Genesis-Preises verkörpert: außergewöhnliche berufliche Leistung, Beitrag zur Menschlichkeit und Engagement für die jüdische Gemeinde und den Staat Israel. Die Preisverleihung fand am 23. Juni 2016 unter der Moderation von Ronen Peled Haddad und Helen Mirren statt. Zum Abschluss der Zeremonie spielten die sechs führenden israelischen Geiger, wobei jeder Geiger ein Musikgenre aus einem Teil der Welt repräsentiert und zwar Galia Hai (israelische Musik), Michael Grylesmer (irische Musik), Aviva Aliyev (Musik aus Buchara), Liat Rosenberg (Country) und Meir Mishali (östliche Musik). Perlman spendete den Preis an 17 israelische Organisationen, die Kunst für Behinderte fördern.
Im Januar 2017 wurde der Sieg des indisch-britisch-jüdischen Bildhauers Anish Kapoor bekannt gegeben. Kapoor beschloss, das Preisgeld für syrische Bürgerkriegsflüchtlinge zu spenden. In der Erklärung des Preisfonds heißt es, dass Kapoor und die Organisatoren der Preisverleihung beschlossen haben, die Preisverleihung angesichts der Eskalation des Krieges in Syrien abzusagen.
Natalie Portman, eine amerikanisch-israelische Schauspielerin und Regisseurin, wurde im November 2017 als Preisträgerin für 2018 bekannt gegeben. Als sie sich der Preisverleihung näherte, gab sie bekannt, dass sie nicht nach Israel kommen würde, um die Auszeichnung entgegenzunehmen. Portman begründete ihre Entscheidung später damit, dass sie Ministerpräsident Benjamin Netanjahu nicht unterstützen wollte, der bei der Zeremonie eine Rede halten sollte. Gemäß der Entscheidung des israelischen Philanthropen Morris Kahn, der das Preisgeld für dieses Jahr verdoppelt hatte, wurde der Preis an Portman gestrichen und das Preisgeld in Höhe von 2 Mio. USD direkt vom Genesis-Preis an Frauenrechtsorganisationen überwiesen.
Kurz nach der Auswahl des fünften Preisträgers haben die fünf Preisträger Ruth Bader Ginsburg, Richterin am Obersten Gerichtshof der Vereinigten Staaten, als Preisträgerin für ihr Lebenswerk ausgewählt. Die Auszeichnung wurde ihr im Juli 2018 von Aaron Barak, Präsident des Obersten Gerichtshofs im Ruhestand, überreicht.
Der Preis 2019 wurde an Robert K. Kraft verliehen. Auszeichnungsgründe waren Krafts Engagement zur Bekämpfung des Antisemitismus, seine enge Verbindung zu seinen jüdischen Wurzeln und dem Staat Israel, sowie seine zahlreichen Beiträge zu Gesundheit, Bildung und Sport. Im Februar 2019 wurde gegen Kraft zwei Anklagen wegen Prostitution eingereicht, die in einem Massagesalon stattfanden der mit einem Menschenhandelsnetzwerk verbunden war. Nachdem das Preiskomitee an seiner Entscheidung festhielt und Robert Kraft auszuzeichnen, trat Rebecca Carmi von ihrer Mitgliedschaft im Beirat zurück.